# Shigenori Hagimura
Shigenori Hagimura (萩村 滋則 Hagimura Shigenori?, Mie, 31 de julio de 1976) es un exfutbolista japonés. Jugaba de defensa y su último club fue el Tokyo Verdy de Japón.

## Trayectoria

### Clubes
| Club               | País  | Año         |
| ------------------ | ----- | ----------- |
| Kashiwa Reysol     | Japón | 1997 - 2003 |
| Kyoto Purple Sanga | Japón | 2004        |
| Albirex Niigata    | Japón | 2005        |
| Tokyo Verdy        | Japón | 2006 - 2008 |

## Palmarés

### Títulos nacionales
| Título         | Club           | País  | Año  |
| -------------- | -------------- | ----- | ---- |
| Copa J. League | Kashiwa Reysol | Japón | 1999 |